# Episodi di Bratz (prima stagione)
La prima stagione della serie animata Bratz è stata trasmessa dal 10 settembre 2005 negli Stati Uniti. È formata da 26 episodi in totate, tutti di circa 20 minuti. In Italia viene trasmessa per la prima volta il 30 settembre 2006 su Italia 1. È stata successivamente replicata su Hiro e brevemente su Boing nel 2012. Gli ordini e i titoli degli episodi italiani sono tratti dalla guida TV di Mediaset Premium. Mediaset trasmise gli episodi spezzandoli in 2 segmenti da 10 minuti, ciascuno con il proprio titolo.
| nº | Titolo originale                 | Titolo italiano                                                          | Prima TV USA      | Prima TV Italia |
| -- | -------------------------------- | ------------------------------------------------------------------------ | ----------------- | --------------- |
| 1  | The Birth of a Magazine          | Una nuova rivista / Rivalità nella moda                                  | 21 ottobre 2006   |                 |
| 2  | Pretty in Punk                   | Viaggio a Londra / Il principe diventa rospo                             | 28 ottobre 2006   |                 |
| 3  | Rock Angelz                      | Concerto a sorpresa / Angeli del rock                                    | 4 novembre 2006   |                 |
| 4  | Crush in a Rush                  | Un caso disperato / Come non si conquista una ragazza                    | 10 settembre 2005 |                 |
| 5  | Not So Hot for a Teacher         | Il corso di moda / Una sfilata di successo                               | 17 settembre 2005 |                 |
| 6  | Kidnapped                        | Rapite! / Un'ereditiera alla riscossa                                    | 24 settembre 2005 |                 |
| 7  | Sasha’s Big Interview            | L’intervista / Chi la fa l'aspetti                                       | 8 ottobre 2005    |                 |
| 8  | Slumber Party                    | Serata tra amiche / Spie per una notte                                   | 1 ottobre 2005    |                 |
| 9  | Pet Show                         | Strani rapimenti / Strane alleanze                                       | 15 ottobre 2005   |                 |
| 10 | Truth or Dare                    | Domande imbarazzanti / Penitenza                                         | 19 novembre 2005  |                 |
| 11 | Manicuring Candidate             | Candidature a sorpresa / Complotto sventato                              | 22 ottobre 2005   |                 |
| 12 | ”It’s Not About Me” Week         | La settimana dell’altruismo / Una settimana da incubo                    | 5 novembre 2005   |                 |
| 13 | Trading Faces                    | La gara di ballo / Nei panni di una ragazza                              | 12 novembre 2005  |                 |
| 14 | Camping                          | Una gita avventurosa / Braccate dall'orso                                | 10 dicembre 2005  |                 |
| 15 | Skeletons in the Closet          | Lo scheletro nell’armadio / La vendetta di Burdine                       | 3 dicembre 2005   |                 |
| 16 | Jade’s Dream                     | Burdine alla conquista del mondo / Il sogno di Jade                      | 18 marzo 2006     |                 |
| 17 | Bewitched, Bothered and Burdined | Ipnosi molesta / Il premio                                               | 26 novembre 2005  |                 |
| 18 | Totally Recall                   | L’ascensore bloccato / Il passato ritorna                                | 25 marzo 2006     |                 |
| 19 | Model Friends                    | Ricordi e nostalgie / Compleanno a sorpresa                              | 14 ottobre 2006   |                 |
| 20 | Survivor                         | Un week-end in montagna / La sfida super selvaggia                       | 28 gennaio 2006   |                 |
| 21 | To Catch a Thief                 | Intrighi e sospetti / Il ladro di diamanti                               | 4 febbraio 2006   |                 |
| 22 | Cinderella                       | Una Cenerentola moderna / Una favola dei nostri giorni                   | 11 marzo 2006     |                 |
| 23 | New Kid in Town                  | Rivali in amore / Amicizia e rivalità                                    | 16 settembre 2006 |                 |
| 24 | Paris I/Bratz in Playland        | Il mistero di Parigi / Addestramento a sorpresa                          | 23 settembre 2006 |                 |
| 25 | Paris II/Bratz in Franceland     | Missione a Parigi / Uno stilista nei guai                                | 30 settembre 2006 |                 |
| 26 | Paris III/Bratz in Ragland       | Il nuovo volto della Jean Paul Fashion / A tu per tu con l'avvelenatrice | 7 ottobre 2006    |                 |

## Una nuova rivista / Rivalità nella moda
Jade, Cloe, Sasha e Yasmin sono quattro ragazze appassionate di moda che vivono nella città di Stilesville insieme ai loro amici. Jade riesce finalmente a ottenere un posto di lavoro come dipendente di Burdine Maxwell, l’autoritaria fondatrice e caporedattrice della rivista di moda Your Thing. Inoltre Jade dovrà avere a che fare con le odiose gemelle Kirstee e Kaycee, sue colleghe, che cercheranno per tutto il tempo di metterle i bastoni tra le ruote. Jade viene immediatamente licenziata da Burdine proprio a causa loro, che le hanno consigliato di servirle un hamburger per la pausa pranzo senza sapere che mangia solo insalata per non ingrassare. Quando il sogno di Jade sembra essere andato in fumo, le sue amiche propongono di gestire tra loro una nuova rivista, facendo concorrenza a Burdine e le gemelle.

## Viaggio a Londra / Il principe diventa rospo
Jade suggerisce per la rivista il nome Bratz, nonostante sia un insulto usato dalle gemelle traducibile come mocciose. La ragazza ha conservato da quando lavorava con Burdine un invito a Londra per l’inaugurazione del Pinz, una sala concerti esclusivamente punk rock, e le Bratz approfitteranno dell’esperienza per scrivere il loro primo articolo, ma nel frattempo anche Burdine con le sue impiegate si dirigono a Londra pur non possedendo un invito. Durante il viaggio in aereo Cloe fa la conoscenza di Nigel, il duca della città di Lessex, di cui si sente immediatamente attratta sotto la gelosia di Cameron, ma questa si allontanerà dal duca quando questo ci prova allo stesso identico modo con Kirstee. Le Bratz riescono ad entrare al Pinz accodate a Byron Powell, il conduttore della trasmissione popolare America Rocks, come ringraziamento a Yasmin per aver ritrovato il suo cane smarrito.

## Un caso disperato / Come non si conquista una ragazza
Il barista Eitan, amico delle Bratz, è segretamente invaghito di Yasmin e per cercare di conquistarla si fa dare consigli da Dylan, che avrebbero fatto successivamente da spunto per il nuovo articolo delle Bratz. Nel frattempo le ragazze stanno organizzando una festa e Yasmin accetta l’invito di Eitan, ma questa potrebbe non presentarsi perché deve finire in tempo la sua poesia per il compito di inglese. Appena le gemelle le rivelano che il ragazzo ci ha provato con lei solo per scrivere l’articolo, Yasmin si arrabbia con le sue amiche e soprattutto con Eitan che vorrebbe non vedere mai più, ma questo alla fine viene perdonato dopo che le spiega come sono andate veramente le cose e confessandole i suoi sentimenti. Nel frattempo Burdine prende un appuntamento con un uomo conosciuto in un sito per incontri online che si rivelerà essere Dylan.

## Il corso di moda / Una sfilata di successo
I genitori di Cloe rimproverano la ragazza per il suo andamento scolastico, che se non riesce a migliorare dovrà smettere di lavorare per la rivista. Le sue amiche le propongono allora di iscriversi insieme a loro ad un corso di moda e design in modo da prendere facilmente voti più alti ma, sentendo la conversazione, Burdine riesce a farsi assumere come professoressa. Riesce in questo modo a caricare le sue rivali di lavori difficili sul tema del colore rosa e agevolare le sue impiegate Kirstee e Kaycee. L’ultimo dei compiti dati alle Bratz è quello di organizzare una sfilata a tema rosa in soli tre giorni, ma nonostante la loro preoccupazione riescono nel loro intento e Burdine sarà costretta dal preside a mettere a tutte il voto massimo.

## Rapite! / Un'ereditiera alla riscossa
Yasmin riceve una chiamata da un agente di London Milton, la giovane ereditiera della catena alberghiera Milton. La milionaria infatti è rimasta colpita da un articolo scritto da Yasmin e desidera essere intervistata da lei, ma d’altro canto Yasmin accetta con riluttanza, poiché la considera solo una ragazzina viziata che non merita la fama che ha ottenuto. Non appena le due si incontrano vengono improvvisamente prese in ostaggio da due uomini che le chiudono in un edificio abbandonato, inoltre verranno rapite anche Kirstee e Kaycee che le hanno seguite per ordine di Burdine. Nonostante i suoi pregiudizi, Yasmin fa amicizia con London e scopre di avere moltissimi interessi in comune con lei; le due riescono a distrarre i loro rapitori e prenderli a botte, aiutate anche dalle Bratz che sono finalmente riuscite a trovarle, e spedirli subito in prigione.

## Serata tra amiche / Spie per una notte
Cloe è arrabbiata con Cameron che ha annullato un appuntamento con lei per uscire con Dylan. Le ragazze, approfittando del fatto che i genitori di Cloe sono fuori casa, propongono di tenere un pigiama party a casa sua per rallegrarla. Mentre le ragazze praticano varie attività, dalla cucina ai rituali, Kaycee e Kirstee cercano di intrufolarsi nella loro casa per spiarle, come le aveva ordinato Burdine. Dopo diversi tentativi falliti le gemelle riescono ad entrare per poi essere portate subito via da Burdine in quanto al posto di spiare stavano facendo gossip su di lei. 

## Strani rapimenti / Strane alleanze
Jade e Burdine iscrivono i loro animali domestici ad un pet show che ha in palio 5000 dollari ma un misterioso rapitore, Chachi, ha rapito i loro cuccioli insieme a moltissimi altri a Stilesville in modo che potesse essere il suo animale a vincere. Nonostante la loro rivalità, Burdine e Jade si alleano per sconfiggerlo e liberare gli animali.

## Domande imbarazzanti / Penitenza
L’episodio prosegue le vicende dell’episodio Serata tra amiche: mentre le Bratz giocano tra loro a obbligo o verità, vengono raggiunte per la seconda volta dalle Perfi-gemelle che quindi si uniscono al gioco. Queste obbligano Cloe a fare un’arrampicata insieme a Kaycee, Yasmin a guidare la motocicletta di Cameron, Sasha a dare lezioni di ballo a Kirstee e Jade a scattare una foto a Burdine struccata.

## Candidature a sorpresa / Complotto sventato
Cloe si candida come rappresentante di classe contro Dylan e le gemelle. Queste ultime cercheranno però di mettere i bastoni tra le ruote ai loro avversari e rovinare la loro reputazione. Quando Cloe scopre che le gemelle si sono candidate solo per soddisfare i piani di Burdine, decide di allearsi con Dylan per vincere. Infine, si tiene un dibattito riguardo alle proposte per gli studenti e saranno proprio Cloe e Dylan a diventare rappresentanti.

## La settimana dell’altruismo / Una settimana da incubo
Cloe, neoeletta rappresentante di classe, propone agli studenti la Settimana dell’Altruismo: per una settimana ogni studente dovrà compiere una buona azione, in modo da imparare a pensare anche ai bisogni degli altri. Jade deve dare un nuovo look e aiutare una ragazza dark a farsi notare dalla sua cotta, Cloe deve condurre con Kirstee un programma radio per ragazzi, Sasha deve insegnare a guidare a Kaycee, mentre Yasmin cerca di insegnare autodifesa a Dylan, che è stato preso di mira da un bullo.

## La gara di ballo / Nei panni di una ragazza
Fianna, un'amica brasiliana delle Bratz, viene a trovare le ragazze. Insieme a Sasha parteciperà ad un'importante gara di ballo. Le ragazze però hanno promesso di aiutare Fianna nel prepararsi, facendo arrabbiare Sasha, che si sente tradita. Dopo l'ennesima brutta figura di Dylan, Cameron consiglia al suo amico di "pensare come una ragazza" per avere più successo con loro, ma egli prende alla lettera il consiglio e decide di iscriversi alla gara di ballo travestito da donna, sotto il nome di "Delilah". In queste vesti farà inoltre colpo su Byron Powell, il presentatore della gara. Delilah riesce ad arrivare alla sfida finale, che però culminerà in maniera umiliante nel momento in cui perde i suoi travestimenti, portando alla vittoria di Fianna.

## Una gita avventurosa / Braccate dall'orso
Le Bratz si organizzano per trascorrere le vacanze in montagna presso un hotel, ma durante il loro viaggio finiscono per perdersi e non riuscire ad arrivare prima che faccia buio, dunque saranno costrette a montare una tenda e adattarsi a vivere nella natura selvaggia. Nel frattempo Kirstee e Kaycee le seguono con l’intenzione di scattarle delle foto imbarazzanti da pubblicare per rovinare la loro reputazione e troveranno rifugio in una grotta, senza sapere della presenza di un grizzly al suo interno. L’orso smette di braccare le ragazze non appena trova in terra la maschera facciale di Cloe al miele dalla quale rimane attratto.

## Lo scheletro nell’armadio / La vendetta di Burdine
Le Bratz e le Perfi-gemelle iniziano a temere che Burdine possa avere ucciso la sua ex dipendente, Heather Stone, in particolare dopo che le gemelle trovano il suo armadio pieno zeppo di ossa. I loro sospetti aumentano dopo avere notato vari comportamenti allarmanti da parte di Burdine, come le sue fraintendibili affermazioni riguardo a Heather Stone o il fatto che possiede delle bambole voodoo di tutte le Bratz. Solo alla fine le quattro scopriranno che le ossa nell’armadio non erano altro che croccantini per cani e che in realtà Heather Stone si era autolicenziata e ha successivamente iniziato a lavorare come conducente di metropolitana.

## Burdine alla conquista del mondo / Il sogno di Jade
Sconfortata a causa delle critiche ricevute per un suo articolo, Jade si reca da una veggente che le consiglia di smettere di scrivere per la rivista per il bene delle sue amiche. Jade scappa via e viene colpita da un bidone che la lascia tramortita. Nel suo sogno, Burdine e le gemelle prendono il controllo della città, rendendola tutta rosa e sottraendo l’individualità dei cittadini. Dopo essersi rimessa in sesto, sarà proprio Jade a salvare le sue amiche e a sconfiggere Burdine. In quel momento, Jade si sveglia dal suo incubo, e scopre che quelle tutte quelle critiche sono state scritte dalle gemelle e che la veggente era Burdine in incognito. Jade perciò può continuare a lavorare per la rivista, pubblicando un articolo proprio sul tema dei sogni.

## Ipnosi molesta / Il premio
Le Bratz sono state convocate a una premiazione da London Milton, e discutono per decidere a chi spetti ritirare il premio. Nel frattempo Burdine acquista un set di ipnosi da una televendita, con il quale riesce a manipolare Sasha e Jade, con l’obiettivo di umiliarle davanti al pubblico e di sabotare Cloe e Yasmin. Le gemelle rivelano per sbaglio il piano di Burdine a Cameron e Dylan, che avvisano prontamente Cloe e Yasmin. Queste ultime arrivano alla premiazione e, dopo una lunga lotta per contendersi il dispositivo di ipnosi, riescono a strapparlo di mano a Burdine, facendo riprendere lucidità a Sasha e Jade e concludere con successo la premiazione.

## L’ascensore bloccato / Il passato ritorna
Jade e Burdine rimangono bloccate nello stesso ascensore. Durante questo tempo trascorso insieme le due non fanno altro che litigare, accompagnate da diversi flashback di episodi precedenti. Nel frattempo le Bratz e le Perfi-gemelle cercano in tutti i modi di aiutarle ma il duo, che ha deciso di collaborare, riesce a liberarsi dall’ascensore da solo.

## Un week-end in montagna / La sfida super selvaggia
Le Bratz insieme ai loro amici e alle Perfi-gemelle trascorrono il fine settimana in un hotel in montagna e vengono iscritti ad un concorso condotto da Byron Powell, che consiste in un insieme di attività a squadre, anche pericolose, nella natura selvaggia. Tra i partecipanti è presente anche Nigel, l’ex ragazzo di Cloe precedentemente apparso nell’episodio Viaggio a Londra di cui Cameron continua ad essere geloso. Alla fine, dopo aver rischiato di essere attaccata da un grizzly sarà la squadra di Yasmin a vincere il concorso, ma non appena tornate nelle loro camere le ragazze sentono le urla di una ragazza che è stata derubata. Nel frattempo Burdine inizia a frequentarsi con un ricco uomo di nome Damon.

## Una Cenerentola moderna / Una favola dei nostri giorni
Le Bratz ritrovano un vecchio libro di Cenerentola e ripensano alla prima volta che l’hanno letto. La storia viene raccontata in chiave moderna, dove Cenerentola è interpretata da Yasmin, mentre Burdine e le gemelle rappresentano la matrigna cattiva e le sorellastre.